# Burj Khalifa
Burj Khalifa (arabisk برج خليفة, Khalifa-tårnet; tidligere Burj Dubai) er en skyskraber i byen Dubai i De Forenede Arabiske Emirater og er med sine 828 meter den højeste menneskeskabte struktur, der nogensinde er bygget. Konstruktionen af bygningen begyndte den 21. september 2004. Efter flere udskydelser var tårnet færdigbygget i 2009 og blev indviet den 4. januar 2010.
Tårnet bruges til hoteller og lejligheder. Ved siden af tårnet ligger et stort parkanlæg og en sø.
Burj Khalifa er tegnet af Adrian Smith en arkitekt fra firmaet Skidmore, Owings & Merrill,
mens firmaerne Samsung Engineering and Construction og Besix er involveret i konstruktionen.
Tårnet er opkaldt efter Khalifa bin Zayed Al Nahyan, emiren i det olierige naboemirat Abu Dhabi. Abu Dhabis emir har alene i 2009 investeret 25 milliarder dollars i Dubai for at hjælpe emiratet med dets store internationale gældsforpligtigelser.

## Fakta[3][6]
- Højeste bygning i verden. 828m 165 Etager (kan udviddes med 25-100m "stål-etager")
- Forventet den højeste bygning i de næste 10 år
- Offentlig adgang/udkig: 148. etage ~555m (Verdens højeste udendørs observatorie) (Entré 300-500AED – netbestilling 200AED)
- 330.000 m2 areal
- 900 Lejligheder
- Eksempel på pris for 1 værelses lejlighed på 80'nde etage 3 million USD i 2008.
- Penthouse-lejlighederne i toppen, handles i 2011, omk. 3-cifrede million-beløb USD.
- 49 etager kontor
- 57 elevatorer (Verdens hurtigste 124 etager på 59 sek).
- Verdens højest beliggende swimmingpool
- Verdens højest beliggende moske
- 31.400 tons stål
- Koster ca. 7,5 milliarder kroner
- Der har været mere énd 12.000 mennesker på kontrakt ifm. opførelsen af Burj Kahlifa
- Del af det nye Downtown Burj Dubai, med 30.000 lejligheder og 1.400 butikker til en pris af 20 millarder USD

## Galleri
- 1. februar 2006
- 29. august 2006
- 21. marts 2007
- 4. december 2007
- 11. marts 2008